# Ferme de Saint-Romain
La ferme de Saint-Romain est une ferme située à Romenay, dans le département français de Saône-et-Loire.

## Localisation
La ferme est située en Saône-et-Loire, sur la commune de Romenay. Elle se trouve plus précisément à l'ouest de la commune, en surplomb de la Seille, dans le hameau de Saint-Romain, près d'un château et d'une chapelle.
La ferme est située dans un cadre forestier. Elle est entourée par plusieurs haies et proche du Bois des Faivées à l'est.

## Description
La ferme porte l'une des trois cheminées sarrasines de Saône-et-Loire, avec la ferme du Champ-Bressan et la ferme des Chanées situées elles aussi à Romenay.

## Historique
La ferme est bâtie aux XVIIe et XVIIIe siècles. La cheminée, ainsi que sa mitre, sont classées au titre des monuments historiques depuis le 14 mars 1925.